# Сурикаты (фильм)
«Сурика́ты» (англ. The Meerkats) — полнометражный британский документальный фильм, посвящённый жизни клана сурикатов в пустыне Калахари. Фильм стал режиссёрским дебютом Джеймса Хонейборна, ранее продюсировавшего научно-популярные телепрограммы. Закадровый текст в фильме читает Пол Ньюман, умерший незадолго до премьеры.
Премьера фильма состоялась 15 октября 2008 года на кинофестивале в Динарде (Франция). В России фильм вышел в ограниченный прокат 25 декабря 2008 года.

## Сюжет
Фильм рассказывает о нескольких месяцах из жизни клана сурикатов в пустыне Калахари.
На свет появляется несколько детёнышей. Один из них, называемый в фильме Коло, отличается особой любознательностью и становится главным героем фильма. Пока днём взрослые члены семьи отсутствуют и ищут пропитание, малыши остаются со своим старшим братом (которому год). Он защищает их и учит находить еду и замечать опасность. Главные враги сурикатов — орёл, выслеживающий добычу с неба, а также живущая неподалёку на дереве кобра, незаметно подкрадывающаяся в траве. Однажды кобра даже залезает в нору сурикатов, но сбежавшиеся зверьки вместе прогоняют её. Ещё рядом с сурикатами живут земляные белки и ткачики, но они не представляют опасности.
Между тем в пустыне затянулся период засухи, долго нет дождей. В поисках пищи семья однажды отходит далеко от своей норы, и появившийся орёл хватает не успевшего убежать старшего брата Коло. Наконец, дожди всё же приходят, и жизнь в пустыне снова оживает. На территорию клана в поисках корма приходит конкурирующий клан сурикатов, и между ними завязывается драка. В результате Коло приходится убежать далеко от своей территории и он теряет дорогу домой. Проведя несколько дней в одиночестве, он всё же находит путь назад, залезая на деревья и осматривая окрестности, а также ориентируясь по запаху. Между тем у его матери рождаются новые детёныши. Теперь уже Коло для них — старший брат, учитель и защитник.

## Съёмочная группа
- Режиссёр: Джеймс Хонейборн
- Сценарий: Джеймс Хонейборн, (текст) Александр МакКолл Смит
- Продюсеры: Джейн Хоули, Тревор Ингман, Нил Найтингейл
- Операторы: Барри Бриттон, Тони Миллер, Марк Пэйн-Джилл
- Композитор: Сара Класс
- Голос за кадром: Пол Ньюман